# Oroperipatus cameranoi
Oroperipatus cameranoi är en klomaskart som först beskrevs av Eugène Louis Bouvier 1899.  Oroperipatus cameranoi ingår i släktet Oroperipatus och familjen Peripatidae. Inga underarter finns listade i Catalogue of Life.